# Фајтсродт
Фајтсродт (њем. Veitsrodt) општина је у њемачкој савезној држави Рајна-Палатинат. Једно је од 96 општинских средишта округа Биркенфелд. Према процјени из 2010. у општини је живјело 674 становника. Посједује регионалну шифру (AGS) 7134089.

## Географски и демографски подаци
Фајтсродт се налази у савезној држави Рајна-Палатинат у округу Биркенфелд. Општина се налази на надморској висини од 460 метара. Површина општине износи 7,9 km². У самом мјесту је, према процјени из 2010. године, живјело 674 становника. Просјечна густина становништва износи 85 становника/km².